# NGC 6080
NGC 6080 is een elliptisch sterrenstelsel in het sterrenbeeld Slang. Het hemelobject werd op 30 maart 1887 ontdekt door de Amerikaanse astronoom Lewis A. Swift.

## Synoniemen
- UGC 10268
- IRAS 16104+0218
- MCG 0-41-7
- NPM1G +02.0441
- ZWG 23.23
- KCPG 487A
- PGC 57509